# César Tárrega
César Tárrega, né le 26 février 2002 à Aldaia en Espagne, est un footballeur espagnol qui évolue au poste de défenseur central au Valence CF.

## Biographie

### En club
Né à Aldaia en Espagne, César Tárrega est formé par le Levante UD puis par le Valence CF.
Il joue son premier match en professionnel en étant titularisé lors d'une rencontre de coupe d'Espagne le 2 décembre 2021, remporté trois buts à zéro contre le CD Utrillas (en).
Le 19 janvier 2024, César Tárrega rejoint le Real Valladolid sous la forme d'un prêt jusqu'à la fin de la saison. Il y marque le premier but de sa carrière, le 7 avril 2024 face au FC Cartagena, en championnat participant à la victoire de son équipe par deux buts à zéro
Tárrega est de retour au Valence CF à la fin de son prêt et est intégré à l'équipe première après avoir prolongé son contrat avec le club le 27 juin 2024, jusqu'en juin 2028,. Le 21 octobre suivant, malgré une défaite trois buts à deux contre l'UD Las Palmas, il marque son premier buts sous les couleurs valençoise après avoir provoqué le penalty du premier but.